# Kirill av Moskva
Kirill av Moskva (ryska: Кирилл; kyrkslaviska: Ст҃ѣ́йшїй патрїа́рхъ Кѷрі́ллъ, ''Hans helighet patriark Kirill''), född som Vladimir Michajlovitj Gundjajev (Владимир Михайлович Гундяев) den 20 november 1946 i Leningrad i dåvarande Sovjetunionen, är sedan den 27 januari 2009 Rysk-ortodoxa kyrkans patriark. Han bär titeln patriark av Moskva och hela Ryssland.
Kirill var tidigare KGB-agent och verkade bland annat som sovjetisk spion i Schweiz under 1970-talet.

## Biografi
Kirill är son till en präst i Rysk-ortodoxa kyrkan, och föddes i Sovjetunionen strax efter andra världskrigets slut. 
År 1970 blev han teologie kandidat med ett examensarbete om kyrkans hierarki, sedan han året dessförinnan mottagit tonsuren av metropoliten av Leningrad och Novgorod, och vigts till hierodiakon och hieromunk, då han även fick namnet Kirill. Efter examen blev han metropolitens sekreterare, deltog i politiska förhandlingar om den teologiska utbildningen, samt företrädde patriarken i Kyrkornas världsråd 1972. Detta var inledningen på ett långvarigt engagemang för ekumenik, såväl mellan ortodoxa kyrkor som med andra kristna samfund.

År 1974 utsågs Kirill till rektor över Leningrads teologiska utbildningar. Två år senare vigdes han till biskop, över Viborg och hjälpbiskop över Leningrad, samt 1977 till ärkebiskop. Den 26 december 1984 blev Kirill metropolit av Smolensk och Kaliningrad; metropolit är den högsta rangen under patriarken inom den rysk-ortodoxa kyrkan. Han fick så småningom huvudansvaret för rysk-ortodoxa kyrkans yttre relationer, däribland till EU och andra internationella organ.

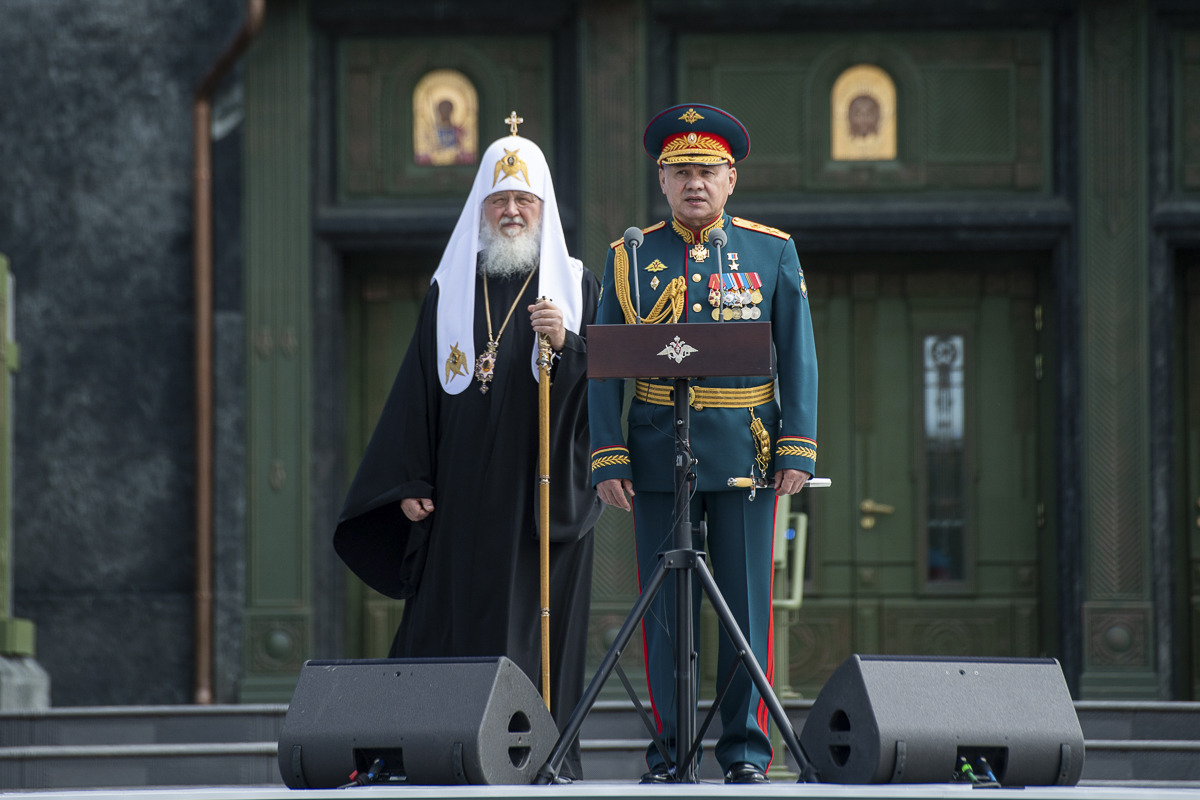
Patriark Kirill (vänster) och dåvarande Rysslands försvarsminister Sergej Sjojgu (höger) håller tal vid invigningen av Ryska federationens väpnade styrkors huvudkatedral i Kubinka, Ryssland den 14 juni 2020.

Som medlem i ortodoxa kyrkan i Ryssland, har Kirill framför allt blivit känd för sina diplomatiska förbindelser med romersk-katolska kyrkan, och för ansträngningar att föra de båda kyrkorna närmare varandra. Bland de utmärkelser Kirill erhållit kan nämnas hedersdoktorat i statsvetenskap vid universitetet i Perugia.

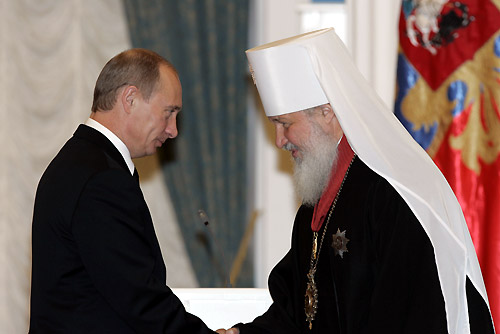
Rysslands president Vladimir Putin (vänster) och metropolit Kirill.

Den 27 januari 2009 valdes Kirill till att efterträda den bortgångne patriark Aleksij II som högste ledare över rysk-ortodoxa kyrkan. Metropolit Kirill valdes på ryska ortodoxa kyrkans lokala kyrkomöte som utgjordes av 702 delegater av ungefär 30 olika nationaliteter från 64 olika länder som representerar prästerskapet och lekfolket i alla stift samt representanter för de kyrkliga institutionerna, varav var tionde delegat var kvinna. Kirill valdes med 508 av 677 giltiga röster mot Kalugas och Borovsks metropolit Kliment, Moskvapatriarkatets kanslichef, som fick 169 röster. Metropolit Filaret, överhuvud för ortodoxa kyrkan i Vitryssland, som var den tredje kandidaten som ryska ortodoxa kyrkans biskopsmöte utsett drog tillbaka sin kandidatur till förmån för metropolit Kirill innan kyrkomötet gick till omröstningen. Metropolit Vladimir av Kiev, överhuvud för Moskvapatriarkatets kyrka i Ukraina, uttalade också sitt stöd för Kirill innan kyrkomötet gick till omröstning. Kirill hade efter Aleksij II:s bortgång 5 december 2008 tjänstgjort som provisorisk patriark, och han tillträdde den 1 februari 2009 som den 16:e patriarken av Moskva och hela Ryssland.
Patriarken av Moskva har större inflytande än någon annan i Ryssland utanför landets politiska elit, och har stort inflytande på ryssarnas förhållande till bland annat religionsfrågor, pengar, Kreml, ekumeniska frågor och västländerna.
Hans föregångare patriarken Aleksij II var en konservativ kyrkofader som förhöll sig avståndstagande till den romersk-katolska kyrkan; bland annat vägrade han att träffa påven i Rom, medan Kirill uttalat sig för en självständig kyrka. Han drev 2000 igenom en kyrklig deklaration om att kyrkan tar sig rätten att låta bli att lyda den världsliga makten om tvisten gäller trosfrågor. Kirill har även oroat Kreml genom att kräva en utredning av de oklara ägandeförhållandena kring ryska kyrkor och kloster.
Kirill är populär bland folket; som metropolit hade han sedan 1994 haft sitt eget lördagsprogram, "En herde har ordet", i den statliga tv-kanalen Pervyj Kanal. I programmet har han diskuterat både världsliga och andliga frågor med tittarna. I programmet svarar han på tittarnas frågor och diskuterar allt från finanskrisen till familjefrågor. Han är den enda bland de ryska kyrkoledarna som är en verklig politiker. "Om jag var president skulle jag vara rädd för en man som han", uttalade forskaren Sergej Filatov från Rysslands Vetenskapsakademi efter det att Kirill hade valts. Kreml stödde Kirills utmanare, Kliment, som sannolikt skulle ha fortsatt på sin föregångares statsvänliga linje. Aleksij II representerade gärna Ryssland bredvid presidenten och premiärministern under helgdagar och kritiserade sällan brister i staten eller till exempel första och andra Tjetjenienkrigen.
Kirill har bland annat träffat påve Benedictus XVI i Vatikanen 2007, men han har stundtals också givit uttryck för samma kritiska hållning till katolska kyrkan som Aleksij II. Kirill har sagt att han kunde tänka sig tillåta ett påvebesök i Ryssland, men har också i samband med att kyrkorådet samlades i Moskva i en rysk tidningsintervju sagt: "Ett möte mellan patriarken och påven är möjligt först när det finns tydliga tecken på framsteg i frågor som under lång tid har varit problematiska i vår relation". Sannolikt skulle ett påvebesök väcka stora protester om det blev av. Kirill vill också införa kyrkoskatt för att få ordning på den rysk-ortodoxa kyrkans finansiella affärer. I dag lever kyrkan på allmosor, vilket i praktiken betyder att kyrkan inte betalar skatt på sina inkomster.

### Uttalanden i samband med kriget i Ukraina 2022
Kirill har uppmärksammats för flera uttalanden i samband med Rysslands invasion av Ukraina 2022. I en predikan den 6 mars 2022 uttalade han att konflikten i Donbass är en andlig kamp mot dem som förkastar de värden som Ryssland och Ortodoxa kyrkan står för, och där inställningen till pride-parader är en avgörande fråga som visar "vilken sida man stöder". Kirill beskrev kriget som en "andlig kamp" mot dem som sätter sig upp mot Guds lagar.